# Nyssodrysternum pictulum
Nyssodrysternum pictulum är en skalbaggsart som först beskrevs av Bates 1881.  Nyssodrysternum pictulum ingår i släktet Nyssodrysternum och familjen långhorningar.
Artens utbredningsområde är Guatemala. Inga underarter finns listade i Catalogue of Life.